# Pinkstereiland
Pinkstereiland (Engels: Whitsunday Island) is een eiland gelegen aan de oostkust van Australië (Queensland) en is het grootste van de Whitsundayeilanden. James Cook ontdekte het eiland met Pinksteren, wat 'Whitsunday' in het Engels betekent. Whitehaven Beach is een toeristische trekpleister op het eiland.